# ジャック・エリュール
ジャック・エリュール（Jacques Ellul、1912年1月6日 - 1994年5月19日）は、ボルドーを拠点に活動したプロテスタント知識人・思想家。
主に社会学と神学の2つの領域にわたる著作群を残した。特に、社会学的著作群に属する主著『技術社会』（原題は『技術、あるいは今世紀の賭け金』 La technique ou l’enjeu du siècle）で、先駆的な現代テクノロジー批判と文明批評を展開したことで知られる。日本での知名度は全般に低いが、主に本国フランスと米国では広範な知的影響を及ぼしている。その思想は、例えば、イヴァン・イリイチや、反グローバリズム（アルテルモンディアリスム）の活動家として知られる酪農家アナーキスト、ジョゼ・ボヴェに影響を与えている。キリスト教徒としては、フランスでは少数派であるフランス改革派教会に所属した。クリスチャン・アナーキストと呼べる思想の持ち主であり、福音信仰に深く根ざした神学的思索を重ねつつ、既成のキリスト教や教会のあり方を常に厳しく批判し続けたことでも知られる。

## 生涯
父ジョセフ・エリュールと母マルテ・メンデスの一子として1912年1月6日、ボルドーで誕生。首都パリの文化的・知的凝集力が強大なフランスにおいて、終生ボルドーに止まり、その地を活動の拠点とした。リセで優秀な成績を収め、ボルドー大学に進んだエリュールは、ローマ法を専攻し、1936年に博士号を取得。大学時代には、カール・マルクスとキリスト教の双方との決定的な邂逅を果し、以来、常に両者の間の緊張の内に身を置いて思考することになる。神学的には、カール・バルトから強い影響を受けており、後にエリュールが平信徒として展開することになる神学思想は、バルト神学との対話、その批判的継承という一面を持った。
1930年代両大戦間期には、学業を続ける傍ら、知的盟友ベルナール・シャルボノー（Bernard Charbonneau, 1910年 - 1996年）と「ガスコーニュ人格主義」と称される活動を展開。この時期、プルードン、バクーニンなどアナーキズムの著作から強く影響を受ける。1933年にはパリへ上り、エマニュエル・ムーニエ率いる『エスプリ』の人格主義運動に1937年まで参加。スイス出身の思想家ドニ・ド・ルージュモンとも、この運動を介して知り合う。この時期の活動によって、エリュールは、1930年代の非順応主義者の一人に数えられる。1937年、モンペリエ大学で講師として教鞭を取り始め、翌1938年にはストラスブール大学に移るが、ヴィシー政権の成立直後、アルザス＝ロレーヌ出身の学生らに対して私的に行った助言が、官憲によって反ヴィシー的と見なされたことに加え、エリュール自身の父親が英国籍を持つ「メテク（外国人）」であることが発覚したことで、当然解職される。その後、解放までボルドー近郊の田舎町で慣れない農作業に従事し、自給自足の生活を営みながら、 レジスタンス運動に関与し、ナチスに迫害を受けるユダヤ人の保護にあたった。この功績で1981年にイスラエル政府より「諸国民の中の正義の人」の称号を受けた。
解放後の1944年には、ごく短期間であるがボルドー市助役として現実政治に携わる。政治に深い失望を覚え、早々にしてこの職を辞した後は、ボルドー大学法学部教授として教鞭を取り、1947年からボルドー政治学研究所の社会学史講座を担当。以後、1994年に死去するまで、ボルドー大学を拠点（1980年に退官）に、その生涯を主に教育と著述活動に捧げた。キリスト教知識人としては、1947年から1951年にかけて、世界教会協議会（WCC）で専門委員を務め、1951年から1970年にはフランス改革派教会の全国評議会のメンバーとして働いている。
エリュールが行動する知識人として自らの信条としたスローガンは、「グローバルに思考し、ローカルに行動する」（Penser globalement, agir localement）であった。1960年代には、フランス政府がアキテーヌ地方で着手しようとしていた開発事業に抗するため、シャルボノーと連携のもとに「アキテーヌ沿岸保護委員会（Comité de Défense de la Côte Aquitaine）」を組織し、先駆的な環境保護活動を展開した。この活動によって、エリュールはエコロジスムの思想家としても知られるようになる。ジョゼ・ボヴェは、この時期、エリュールの思想、特にその技術社会批判から影響を受けている。また同時期、エリュールはギー・ドゥボールの「状況主義」（シチュアシオニスト運動）に共鳴し、この運動への接近を図っている。

## 技術批判の思想・哲学
エリュールのポレミカルな主著『技術社会』は現在、科学技術社会論（STS）や技術哲学の領域で、無視できない一つの参照枠となっている。同書でエリュールは、グローバルな拡張力を持つ「技術」のダイナミクスが社会のあらゆる領域の隅々にまで浸透し、人間存在がその構造連関に強制的に組み込まれていく事態を描写した。技術の「自律性」、その自己推進的・自己産出的な発展力に対してほぼ全面的な「否」を投げつけるその主張は、現代における人間存在の「水平化」を徹底した批判したキルケゴール、資本主義社会における人間疎外の問いを鋭く洞察した青年マルクス、近代社会の合理化のパラドクスをいち早く冷徹に透視したヴェーバー、近代の「啓蒙」と「野蛮」の弁証法を剔抉したホルクハイマーとアドルノなど、モダニティの行方を根底から問うた思想家たちの思想と符節を合わせている。
『技術社会』は、1954年の刊行当時のフランスではほとんど反響を呼ぶことはなかった。その10年後、1964年にロバート・マートンの序文が付された『技術社会』英訳版が、『すばらしき新世界』の著者オルダス・ハクスリーの肝煎りで刊行され、同時代のアメリカで啓発的な技術批判の書として、セオドア・ローザック、ヘルベルト・マルクーゼなどによる一連の体制批判の書物と並んで、広く注目を集めるに至った。技術の自律性と人間のエージェンシーの喪失を主題とするエリュールの思想は、現代社会の基本的性格とそこで人間が置かれている条件を考察するための、様々な糸口を与えるものであった。
だがその一方で、エリュールの仮借ない社会批判は、技術社会の袋小路からの明朗な抜け道やその手がかりを与えず、具体的な問題に対するプラグマティックな取組み、漸次的な社会改良への志向も基本的に欠落させているとして、しばしば激しい憤怒をも引き起こした。例えば、著名な未来学者アルヴィン・トフラーはその著書『未来の衝撃』の中で、エリュールを「一群の未来憎悪者と技術恐怖症患者」の「最も極端な」論者、「フランスの宗教神秘家」として一蹴している。現在でも、社会構築主義（社会構成主義 social constructivism）の立場からテクノロジーを論じるSTS論者の間では、一般にエリュールの技術論はテクノロジーの自律性と拘束力を不当に誇張した技術決定論の典型と見なされる傾向にある。
『技術社会』以降、エリュールの技術批判は、1962年の『プロパガンダ』（Propagandes）、1965年の『政治的幻想』（L'illusion politique）、1977年の『技術システム』（Le système technicien）、1988年の『技術論の虚勢』（Le bluff technologique）などの著作で展開された。
また、アナーキズムとキリスト教の親和性と緊張に着目した著書として、1988年の『アナーキーとキリスト教』（Anarchie et christianisme）がある。

## 日本語訳著書
- 『意志と行為—キリスト教倫理の研究』森川甫訳, 現代キリスト教思想叢書第12巻, 白水社, 1974年
- 『暴力考—キリスト教的見地からの省察』唄野隆訳, すぐ書房, 1974年
- 『技術社会・上』島尾永康・竹岡敬温訳, すぐ書房, 1975年／『技術社会・下』鳥巣美知郎・倉橋重史訳, すぐ書房, 1976年
- 『現代公式文句評釈』田辺保訳, すぐ書房, 1976年
- 『都市の意味』田辺保訳, すぐ書房, 1976年
- 『現代人は何を信ずべきか—「技術環境」時代と信仰』伊藤晃訳, 春秋社, 1989年
- 『アナキズムとキリスト教』新教出版社編集部訳, 新教出版社, 2021年